# Bucco macrodactylus
Bucco macrodactylus е вид птица от семейство Bucconidae.

## Разпространение
Видът е разпространен в Боливия, Бразилия, Венецуела, Еквадор, Колумбия и Перу.